# Verbascum parvifloriforme
Verbascum parvifloriforme är en flenörtsväxtart som beskrevs av Hub.-mor. och Nydegg.. Verbascum parvifloriforme ingår i släktet kungsljus, och familjen flenörtsväxter. Inga underarter finns listade i Catalogue of Life.